# Nowikow
Nowikow (russisch Новиков, englisch Novikov, männliche Form) bzw. Nowikowa (russisch Новикова, englisch Novikova, weibliche Form) ist ein  russischer Familienname. 

## Varianten
- Iwanowski
- Novikovas (litauisch)
- Nowikau (weißrussisch)

## Namensträger
- Alexei Alexejewitsch Nowikow (* 1960), russischer Diplomat
- Alexei Iwanowitsch Nowikow (1931–2024), russischer nonkonformistischer Maler und Bildhauer
- Alexei Iwanowitsch Nowikow (General) (1916–1986), sowjetisch-russischer Generalmajor
- Alexei Silytsch Nowikow-Priboi (1877–1944), russischer Schriftsteller
- Alexander Novikov (Alexander Alexandrowitsch Nowikow), russischer Mathematiker und Hochschullehrer
- Alexander Alexandrowitsch Nowikow (General) (1900–1976), sowjetischer General der Luftstreitkräfte
- Alexander Alexandrowitsch Nowikow (Fußballspieler) (* 1984), russischer Fußballspieler
- Alexander Wassiljewitsch Nowikow (General) (1864–??), russischer Generalleutnant
- Alexander Wassiljewitsch Nowikow (Fußballspieler) (* 1955), sowjetisch-russischer Fußballspieler und -trainer
- Anatoli Georgijewitsch Nowikow (1935–2004), russischer Geheimdienstler
- Anatoli Grigorjewitsch Nowikow (1896–1984), russischer Komponist
- Anatoli Terentjewitsch Nowikow (1947–2022), sowjetisch-ukrainischer Judoka, siehe Anatolij Nowikow
- Anatoli Nowikow (* 1966), litauischer Schachspieler russischer Herkunft, siehe Anatolijus Novikovas
- Artjom Nowikow (* 1987), kirgisischer Politiker und kommissarischer Premierminister
- Boris Kusmitsch Nowikow (1925–1997), sowjetischer bzw. russischer Theater- und Film-Schauspieler sowie Synchronsprecher
- Dennis Novikov (* 1993), US-amerikanischer Tennisspieler
- Helen Novikov (* 1976), estnische Rennrodlerin
- Ignati Trofimowitsch Nowikow (1907–1993), sowjetischer Politiker, Minister der UdSSR
- Igor Novikov (Schachspieler) (* 1962), US-amerikanischer Schachspieler ukrainischer Herkunft
- Igor Alexandrowitsch Nowikow (1929–2007), sowjetischer Moderner Fünfkämpfer
- Igor Alexejewitsch Nowikow (* 1961), schweizerisch-russischer Maler
- Igor Dmitrijewitsch Nowikow (* 1935), russischer Astrophysiker
- Jekaterina Iwanowna Nowikowa-Sarina (1837–1940), russische bzw. sowjetische Schriftstellerin
- Jelena Dmitrijewna Nowikowa (* 1947), sowjetische Florett-Fechterin
- Jevgeni Novikov (Fußballspieler, 1980) (* 1980), estnischer Fußballspieler
- Jevgeni Novikov (Fußballspieler, 1988) (* 1988), estnischer Fußballspieler
- Jewgeni Nowikow (Schauspieler) (auch Yevgeni Novikov), sowjetischer Schauspieler
- Jewgeni Maximowitsch Nowikow (* 1990), russischer Rallyefahrer
- Jewgeni Wassiljewitsch Nowikow (1924–1973), sowjetischer Gewichtheber
- Julija Nowikowa (* 1983), russische Opernsängerin (Koloratursopran)
- Leonid Jurjewitsch Nowikow (* 1984), russischer Orientierungsläufer
- Leonid Wassiljewitsch Nowikow (1956–2002), sowjetischer Biathlet
- Lilya Nowikowa (1993–2019), russische Pokerspielerin
- Michail Petrowitsch Nowikow (1918–1993), sowjetischer und russischer Religionswissenschaftler
- Natalja Michailowna Nowikowa (* 1953), sowjetisch-russische Mathematikerin und Hochschullehrerin
- Nikita Walerjewitsch Nowikow (* 1989), russischer Radrennfahrer
- Nikolai Iwanowitsch Nowikow (1744–1818), russischer Journalist und Herausgeber
- Nikolai Michailowitsch Nowikow (* 1946), sowjetischer Boxer
- Nikolai Wassiljewitsch Nowikow (1903–1989), sowjetischer Botschafter
- Olessja Nowikowa (* 1982 oder 1984 (?)), russische Balletttänzerin
- Olga Nowikowa (* 1973), russische Rennrodlerin
- Pjotr Sergejewitsch Nowikow (1901–1975), russischer Mathematiker
- Semen Nowikow (* 1997), ukrainischer Ringer

- Sergei Nowikow (Journalist) († 2000), russischer Journalist
- Sergei Novikov (Eishockeyspieler) (* 1984), estnischer Eishockeyspieler
- Sergei Petrowitsch Nowikow (Judoka) (1949–2021), sowjetischer Judoka
- Sergei Petrowitsch Nowikow (Mathematiker) (1938–2024), sowjetischer Mathematiker
- Sergei Sergejewitsch Nowikow (1909–1979), sowjetischer Chemiker
- Sergei Walentinowitsch Nowikow (* 1979), belarussischer Biathlet, siehe Sjarhej Nowikau (Biathlet)
- Sergei Wladimirowitsch Nowikow (Skilangläufer) (* 1980), russischer Skilangläufer
- Sergei Wladimirowitsch Nowikow (Judoka) (* 1982), belarussischer Judoka
- Sergei Wladimirowitsch Nowikow (* 1989), belarussischer Boxer, siehe Sjarhej Nowikau (Boxer)
- Swetlana Leonidowna Nowikowa (* 1974), sowjetisch-russische Skirennläuferin
- Tamara Grigorjewna Nowikowa (* 1932), sowjetische Radrennfahrerin
- Walentin Jurjewitsch Nowikow (* 1974), russischer Orientierungsläufer
- Walentina Wiktorowna Nowikowa (* 1984), russische Skilangläuferin
- Wladimir Nowikow (* 1970), kasachischer Kunstturner
- Wladimir Sergejewitsch Nowikow (* 1940), russischer Botaniker